# 1921年の日本公開映画
- 映画 > 映画の一覧 > 年度別日本公開映画 > 1921年の日本公開映画
- 映画 > 1921年の映画 > 1921年の日本公開映画

1921年の日本公開映画（1921ねんのにほんこうかいえいが）では、1921年（大正10年）1月1日から同年12月31日までに日本で商業公開された映画の一覧を記載。作品名の右の丸括弧内は製作国を示す。
記載の凡例については年度別日本公開映画#凡例を参照

## 作品一覧

### 8月
- 4日
  - モヒカン族の最後（アメリカ）[1]